# ممثل رئيسي

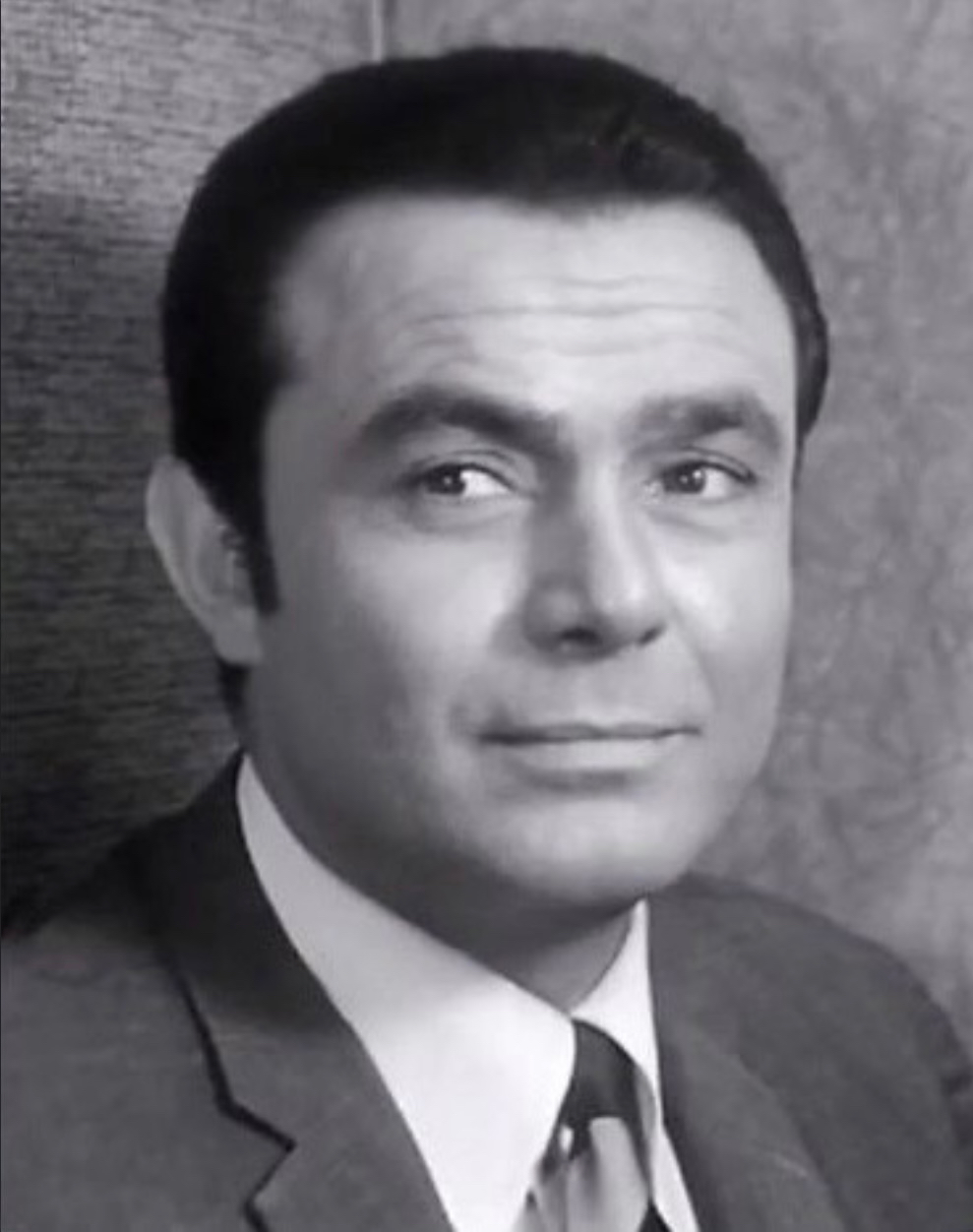
صلاح ذو الفقار، كان ممثلاً رئيسياً في أكثر من 100 إنتاج مصري كبير.

يلعب الممثل الرئيسي أو ممثل رئيسي دور البطل الرواية في فيلم أو مسلسل تلفزيوني أو مسرحية.  قد تشير كلمة " الرئيسي" أيضًا إلى الدور الأكبر في العمل، وقد تشير كلمة " ممثل رئيسي" إلى الشخص الذي يلعب عادة مثل هذه الأدوار أو ممثل لديه مجموعة عمل مشهورة. يقوم بعض الممثلين بالدور الرئيسي، لكن معظمهم يلعبون الدور الرئيسي في بعض العروض والدور الداعم أو الداعم في عروض أخرى.